# Groupe Pavia
 (septembre 2012).
Si vous disposez d'ouvrages ou d'articles de référence ou si vous connaissez des sites web de qualité traitant du thème abordé ici, merci de compléter l'article en donnant les références utiles à sa vérifiabilité et en les liant à la section « Notes et références ».
Groupe Pavia est le nom donné par des universitaires belges et internationaux à un groupe de réflexion politique centré sur l'idée de créer une nouvelle solidarité entre tous les Belges en faisant élire une partie des députés à la Chambre des Représentants (installée à Bruxelles) sur la base d'une circonscription électorale étendue à tout le territoire de la Belgique, et ce au contraire du système traditionnel qui fonde l'élection des députés sur une division du pays en plusieurs circonscriptions dont les élus se veulent avant tout porteurs d'intérêts locaux, alors que, en vertu de la constitution belge, ils doivent se considérer comme représentant tout le peuple belge. Le système de la circonscription unique est notamment défendu par le philosophe Philippe Van Parijs.